# Leopold Kindermann

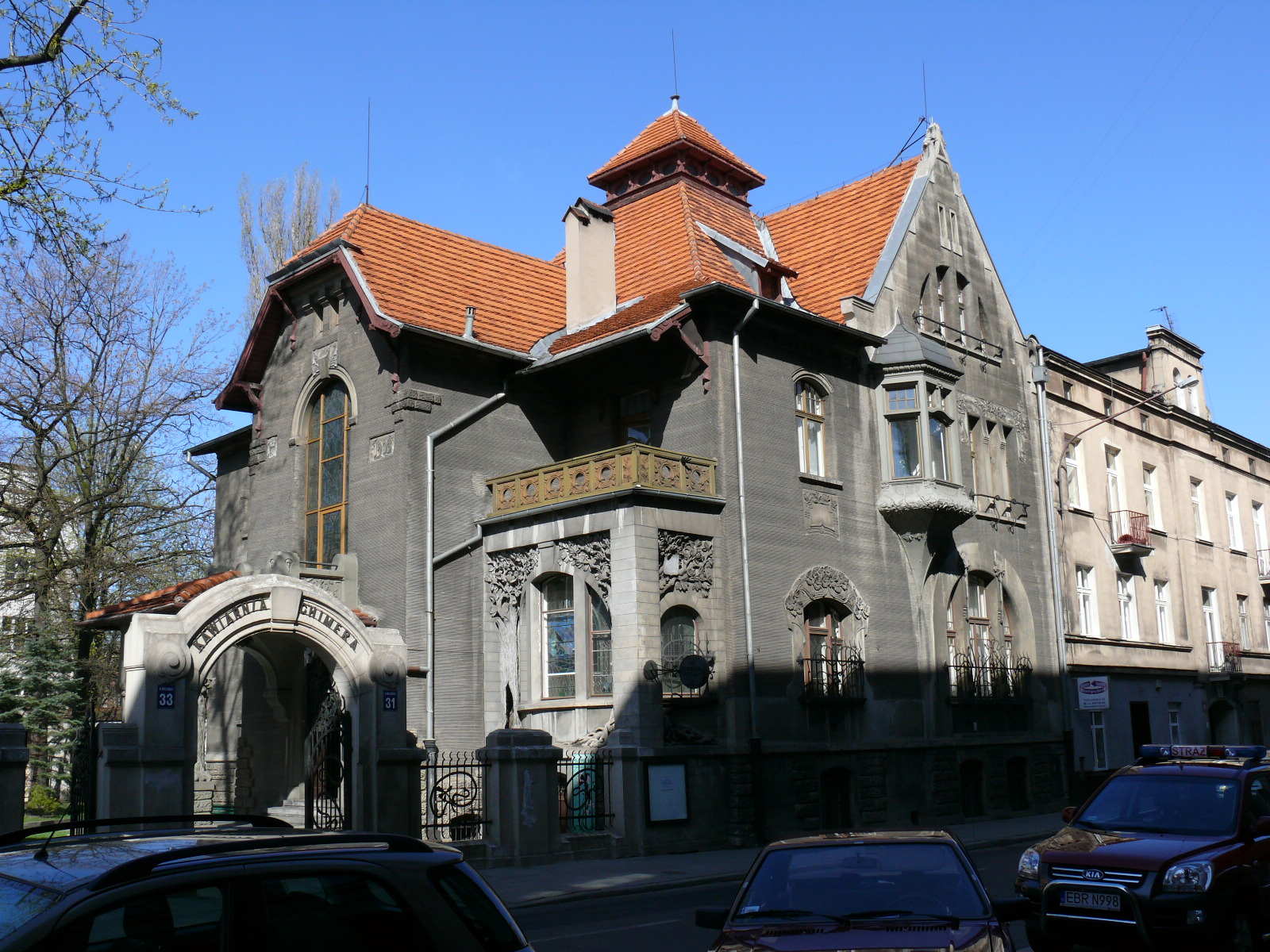
Willa Leopolda Kindermana

Leopold Kindermann, właściwie Rudolf Leonard Kindermann (ur. 29 września 1869 w Łodzi, zm. 1917) – przedsiębiorca, jeden z siedmiu synów Franciszka, brat Juliusza Roberta. Ożeniony z córką bogatego fabrykanta, Laurą Feder.
Był właścicielem jednego z najcenniejszych obecnie zabytków architektury secesyjnej w Polsce i Europie, willi przy ul. Wólczańskiej 31 w Łodzi. Zbudował ją na parceli otrzymanej w posagu. Powstała w latach 1902–1903, według projektu znanego łódzkiego architekta – Gustawa Landau-Gutentegera.
Pochowany został na Starym Cmentarzu przy ulicy Ogrodowej w Łodzi.